# Valérie Kaboré
Valérie Kaboré, née le 28 avril 1965 à Pouytenga au Burkina Faso, est une réalisatrice, mécène et femme d’État burkinabè.
Elle est  ministre de la Communication, de la Culture, des Arts et du Tourisme dans le gouvernement de transition dirigé par le premier ministre, Albert Ouédraogo du  5 mars 2022 au 30 septembre 2022. 

## Biographie

### Formation
Valérie Kaboré naît le 28 avril 1965 à Pouytenga au Burkina Faso. Après son baccalauréat en 1987, Valérie Kadidia Kaboré opte pour la faculté de Lettres modernes à l'université Joseph Ki-Zerbo.
Elle intègre l’Institut africain d'étude cinématographique (Inafec) de l'université de Ouagadougou où elle obtient une licence en sciences et techniques de l'audiovisuel en 1987. Puis, elle passe un DEA en cinéma et audiovisuel à l’École des hautes études en sciences sociales (EHESS) et au Conservatoire national des arts et métiers (CNAM) en France. Elle prépare également un doctorat sur les médias et le développement en Afrique de l'Ouest.

### Carrière en communication et en cinéma
Elle est experte en communication et dirige l'agence de conseil en communication et de production cinématographique Média 2000 à Ouagadougou depuis 1991 (à 25 ans) à la suite du Programme d'Ajustement Structurel (PAS) de la Banque mondiale. En tant que réalisatrice burkinabè,,, elle a à son actif près d’une vingtaine de films réalisés au Burkina Faso, notamment sur le thème de la responsabilisation, de l'éducation, du droit des femmes et du combat des jeunes filles. Dans les années 2010, elle participe au Millenium Challenge Account et sa cinquantaine de films.
Elle est également PDG des Studios ABS (Africa Broadcast Studios), la promotrice de radio DIVA FM 88.1 et des télés citoyennes de Ouagadougou et de Tenkodogo.
Elle marraine des activités artistiques comme l'album de Sibi Zongo à Koudougou.
En 2016, elle est élue membre consulaire au compte des entreprises culturelles et créatives à la Chambre de commerce et d'industrie du Burkina Faso (CCI-BF). Son mandat est renouvelé en décembre 2021 comme secrétaire général du bureau national.

### Carrière politique
Le 5 mars 2022, elle devient ministre, chargée de la Communication, des relations avec le parlement, de la Culture, du Tourisme et des Arts (MCCAT) au sein du gouvernement de transition. Elle reste à ce poste jusqu'au 30 septembre 2022, date où le gouvernement est renversé par un putsch militaire[réf. nécessaire].

### Autour d'elle
En 2012, Issaka Compaoré produit le court-métrage Regards au féminin sur le parcours de Valérie Kaboré.

## Filmographie
- 1992 : Regard sur l'ONEA, moyen-métrage de 30 minutes
- 1992 : De l'eau pour Ouagadougou
- 1992 : Les étrangers
- 1996-2011 : trois épisodes de la série triptyque de courts métrages de 26 minutes Naître fille en Afrique
  - 1996 : « Kado, la bonne à tout faire », Naître fille en Afrique
  - 1997 : « Les vrais faux jumeaux », Naître fille en Afrique
  - 2001 : « C'est qui le père ? », Naître fille en Afrique
- 1995 : Scolariser la fille, une priorité
- 1995 : Voix unique... Pour Beijing
- 1997 : Citoyens du monde, court-métrage tourné en Belgique, au Burkina Faso et au Vietnam
- 1998 : Le parlement des enfants, court-métrage documentaire de 15 minutes
- 1998 : Mariage forcé, moyen-métrage
- 2001 : La mariée était barbue, court-métrage de 26 minutes

Sa série à succès est Ina, une comédie dramatique de 2 saisons tournée en 2005 et 2012 au Burkina Faso. Elle est composée de 15 épisodes de 26 minutes dans sa première saison, puis de 40 épisodes du même format. Elle est primée plusieurs fois à l'international des prix UEMOA, prix Union Nationale des Journalistes Culturels du Burkina (UJCB), mention spéciale UNICEF. Il reprend le court-métrage Ina ou l'histoire d'une adolescente bafouée produit en 2002.

## Distinctions
- 1997 : Mention spéciale du jury au Fespaco avec le film Les vrais faux jumeaux[14]
- 1997 : Prix de la deuxième meilleure fiction en TV au Fespaco avec le film Kado, la bonne à tout faire.
- 2007 : Prix FESPACO 2007 pour Ina (saison 1)
- 2017 : Nommé officier de l'Ordre du mérite des lettres, arts et communication avec Agrafe cinéma[3]